# Behtash Sanaeeha
Behtash Sanaeeha (persa: بهتاش صناعی‌ها) és un director de cinema, productor i guionista iranià. És conegut pel llargmetratge del 2020 El perdó, que va coescriure i codirigir.

## Primers anys i educació
Behtash Sanaeeha va néixer a Siraz, una ciutat situada a la província de Fars de l'Iran.
Es va graduar en enginyeria civil BA, i va començar un programa de màster en arts en arquitectura, però va abandonar abans d'acabar el grau.

## Carrera
Sanaeeha va començar a escriure guions i a dirigir curtmetratges, documentals i anuncis. També va escriure i dirigir dues sèries de televisió d'animació i una pel·lícula de ficció per a televisió.
El seu primer llargmetratge, Risk of Acid Rain, va guanyar el Millor Guió al 31è Festival Internacional de Cinema de Fajr, i també va ser nominat a la millor pel·lícula a la secció Arts i Experiència del mateix festival. Risk Of Acid Rain també va guanyar el primer premi de la secció "Brilliant Talents" de la 9a celebració dels crítics de cinema. Sanaeeha també va guanyar el premi Netpac (Promoció del cinema asiàtic) 2015 del Festival de Cinema Iranià d'Austràlia. La pel·lícula es va projectar en més de trenta festivals a tot el món.
Després del seu primer llargmetratge, Sanaeeha va codirigir una pel·lícula documental anomenada The Invincible Diplomacy of Mr Naderi el 2017 amb Maryam Moqadam que va guanyar nombrosos premis a festivals de cinema nacionals i internacionals.
El 2018, Sanaeeha va ser seleccionat per ser membre del jurat del Premi Ingmar Bergman a Suècia.
El treball més conegut de Sanaeeha és el llargmetratge de 2021 El perdó, que va coescriure i codirigir. Es va estrenar a la secció de competició del 71è Festival Internacional de Cinema de Berlín i més tard va guanyar el premi del públic. La pel·lícula també es va projectar a diversos festivals internacionals com Tribeca, Karlovy Vary, Zuric, Melbourne i Festival de Cinema d’Edimburg.
Keyke mahboobe man, també coescrita i codirigida amb Maryam Moqadam, es va estrenar el 16 de febrer de 2024 al 74è Festival Internacional de Cinema de Berlín.

## Filmografia
| Any  | Títol                                 | Acreditat com                                                                                     |
| ---- | ------------------------------------- | ------------------------------------------------------------------------------------------------- |
| 2014 | Risk of Acid Rain                     | Director & Guionista                                                                              |
| 2017 | The Invincible Diplomacy of Mr Naderi | Director & Productor                                                                              |
| 2017 | Kitchen Dreams                        | Productor                                                                                         |
| 2017 | Termite                               | Actor                                                                                             |
| 2020 | El perdó                              | Director & Guionista                                                                              |
| 2024 | Keyke mahboobe man                    | Director & Guionista, Estrena mundial al 74è Festival Internacional de Cinema de Berlín al febrer |

## Premis i festivals
- GUANYADOR del millor guió al 33è Festival de Cinema Fajr - IRAN 2015 (Risk Of Acid Rain)[8]
- Nominada a la millor pel·lícula (Simorgh Boloorin) al 33è Festival de Cinema Fajr - IRAN 2015 (Risk Of Acid Rain)[9]
- GUANYADOR del millor director de cinema amb talent a la 9a celebració dels crítics de cinema - IRAN 2015 (Risk Of Acid Rain)[2]
- GUANYADOR del premi NETPAC - AUSTRALIA 2015 (Risk Of Acid Rain)[3]
- GUANYADOR del premi especial del jurat Festival Internacional de Cinema de Colombo - SRI LANKA 2015 (Risk Of Acid Rain)[10]
- GUANYADOR del premi del públic Festival de cinema de Praga - República Txeca 2016 (Risk Of Acid Rain)[11]
- Selecció oficial 26è Festival de Cinema d’Estocolm Film Festival - SUÈCIA 2015 (Risk Of Acid Rain)[9]
- Selecció oficial Mumbai Film Festival - INDIA 2015
- Selecció oficial 14th Pune Film Festival - INDIA 2015 (Risk Of Acid Rain)[9]
- Selecció oficial Zurich Film Festival - SUISSA 2015 (Risk Of Acid Rain)[12]
- Selecció oficial 39è Festival de Cinema de Göteborg - SUÈCIA 2016 (Risk Of Acid Rain)[13]
- Selecció oficial 19è Festival de Cinema de Perth - AUSTRALIA 2016 (Risk Of Acid Rain)[14][15]
- GUANYADOR del premi a la millor pel·lícula documental al Festival de cinema documental de l'Iran (Cinema Verite) 2017.(The Invincible Diplomacy Of Mr. Naderi)[16]
- GUANYADOR del premi a la millor pel·lícula documental al Festival de Cinema de Praga 2018 (The Invencible Diplomacy Of Mr. Naderi)
- Nominada al millor guió al 38è Festival Internacional de Cinema de Fajr per la pel·lícula El perdó 2020
- Nominat a l'Ós d'Or 71è Festival Internacional de Cinema de Berlín en competició - ALEMANYA 2021 (El perdó (pel·lícula de 2020)|El perdó)[17]
- GUANYADOR del Premi del Públic 71è Festival Internacional de Cinema de Berlín en competició - ALEMANYA 2021 (El perdó)[18]
- Selecció oficial Tribeca Film Festival - USA 2021 (|El perdó)[19]
- Selecció oficial 56è festival internacional de cinema de Karlovy Vary - Txèquia 2021 (El perdó)[20]
- GUANYADOR de millor llargmetratge narratiu al Der Neue Heimatfilm Festival - 2021 ÀUSTRIA (El perdó)[21]
- Selecció oficial 17è festival de cinema de Zuric - 2021 SUISSA (El perdó)[22]